# Fernando Vieira de Mello Filho
Fernando Vieira de Mello Filho (1 de janeiro de 1962) é um jornalista brasileiro.
Filho do falecido jornalista Fernando Vieira de Mello, sua carreira teve início no rádio, tendo sido repórter da Jovem Pan entre 1980 e 1992 e, em 1985 e 1986, correspondente da Rádio Jornal do Brasil em São Paulo, além de trabalhar pela Rádio Trianon ao lado do pai entre 1992 e 2002
Ganhou em 1989 o Grande Prêmio da Crítica da APCA pela cobertura do sequestro do empresário Abílio Diniz e em 1995 o Prêmio Febraban de Jornalismo pela reportagem "O álcool não pode parar".
Na TV Bandeirantes, Vieira de Mello Filho comandou o Primeiro Jornal na Rede Bandeirantes, onde também foi diretor executivo de jornalismo, além de apresentar outros jornais, como o Jornal da Band. Entre 2010 e 2012, trabalhou na TV Cultura como Diretor de Conteúdo. Atualmente, trabalha na Rede Globo como ‎Diretor de Relações Institucionais.